# Batalha de Juncal
A Batalha de Juncal foi uma batalha naval ocorrida entre 8 e 9 de fevereiro de 1827 durante a Guerra da Cisplatina, que envolveu a Armada Imperial Brasileira, liderada pelo Almirante Sena Pereira, e a Armada Argentina, liderada pelo Almirante William Brown, envolvendo 17 navios brasileiros contra 15 navios argentinos perto da Ilha Juncal, no Rio Uruguai.

## Planos Brasileiros

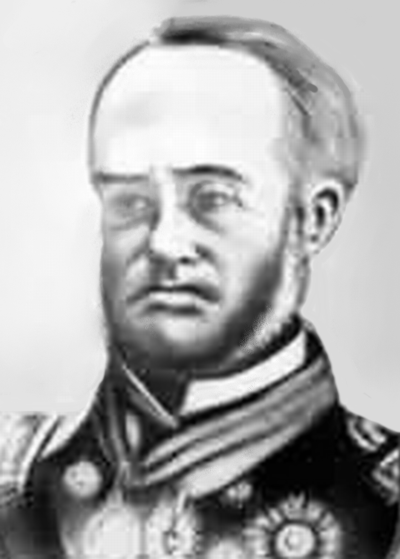
Almirante Sena Pereira

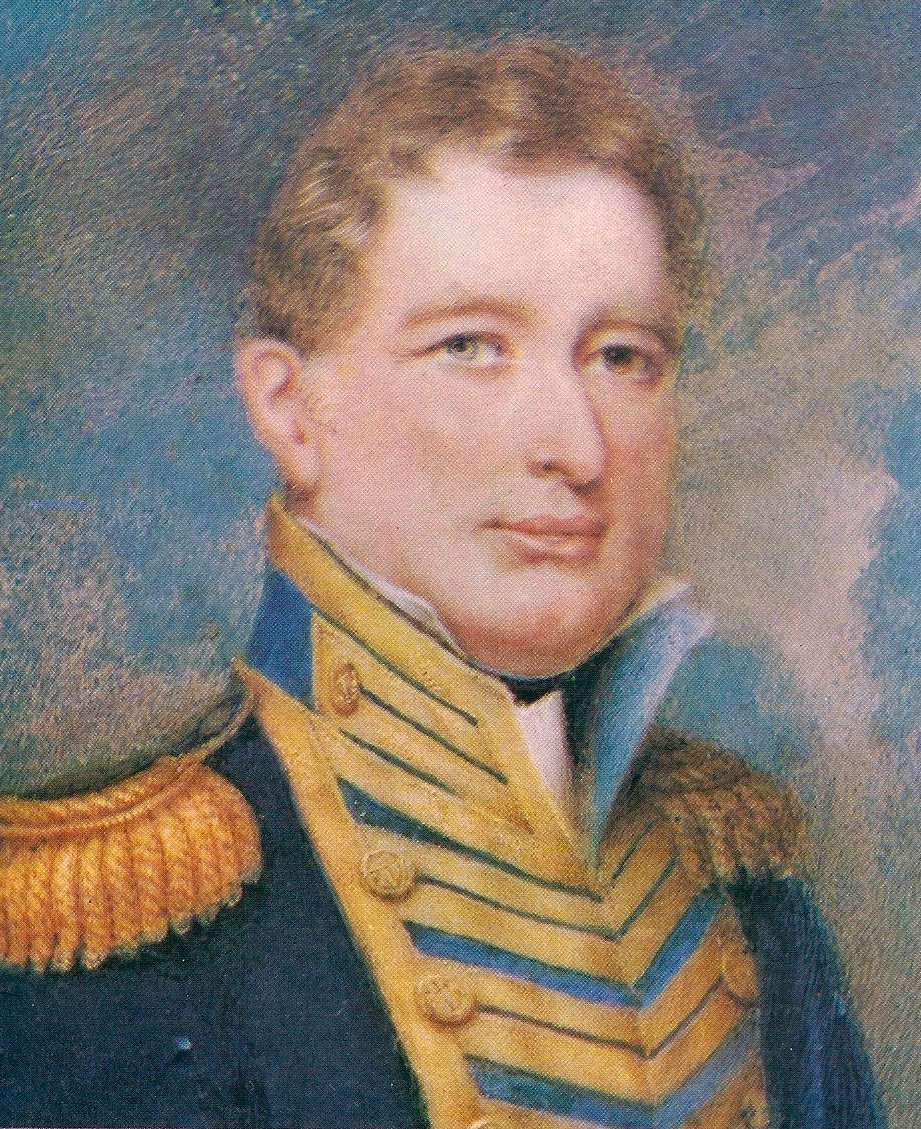
Almirante William Brown

O Almirante Rodrigo Pinto Guedes foi nomeado comandante das forças navais do Sul que eram conhecidas como Esquadra do Sul. Guedes planejou destruir a marinha argentina e sufocar a economia inimiga impondo um forte bloqueio, para isso a marinha imperial criou três divisões que tinham a seguinte missão:
- 1ª Divisão: "Bloqueio" comandada por John Charles Pritz. Tinha a missão de bloquear o tráfego e o principal porto de Buenos Aires assim como os outros portos secundários.
- 2ª Divisão: "Oriental" ou "Mariath" comandada por Frederico Mariath deveria proteger a costa uruguaia da foz do Rio Uruguai para o Rio da Prata assim como também deveria se unir com a terceira divisão.
- 3ª Divisão: liderada pelo Almirante Jacinto Roque de Sena Pereira deveria permanecer no rio Uruguai a fim de dividir as forças argentinas e explorar as falhas inimigas entre as províncias de Buenos Aires e Entre Ríos, assim poderia cortar as linhas de abastecimento argentinas permitindo um futuro ataque brasileiro no flanco argentino.

## Planos Argentinos

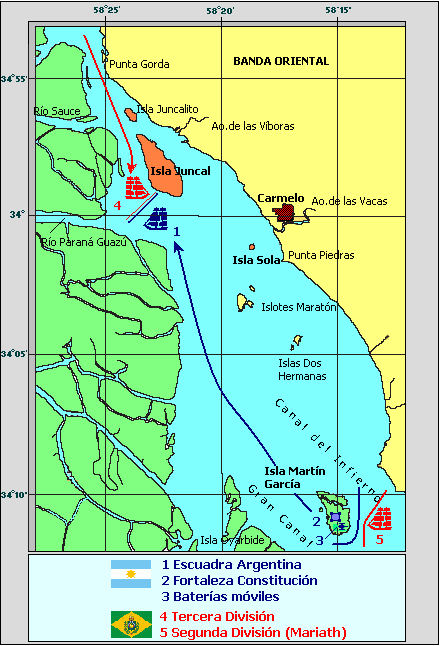
Teatro de Operações no Rio da Prata

O Almirante William Brown decidiu entrar na foz do Uruguai para destruir a Terceira Divisão em 16 de dezembro de 1826. Em 28 de dezembro, a frota argentina encontrou a Terceira Divisão iniciando a perseguição, no dia seguinte as frotas se encontraram em Yaguarí, onde enviou um emissário para tentar a rendição brasileira, mas Sena Pereira se recusou à se render, prendendo o oficial, a falta de vento e o estreito dificultando as manobras fez com que os argentinos se retirassem para Punta Gorda para esperar os brasileiros, também enviou uma pequena força que conseguiu cortar o abastecimento da frota brasileira que navegou até Concepción del Uruguay onde se abasteceram, enquanto isso Brown retornou à Buenos Aires onde conseguiu trabalhadores enviando-os para a Ilha de Martín García que deveria impedir que a Segunda Divisão se unisse à Terceira. Para isso, Brown ordenou a fortificação da ilha, o próprio Brown participou como pedreiro no Forte Santa Bárbara. No dia 5 de fevereiro de 1827, os trabalhos  estavam terminados e o forte foi rebatizado ´´Constitución``. Com uma vasta rede de inteligência, Brown já sabia dos planos brasileiros. Às 22h de 6 de fevereiro, Brown se posicionou com sua frota na foz do Rio Paraná Guazú esperando o resto da frota chegar.

## Início da Batalha

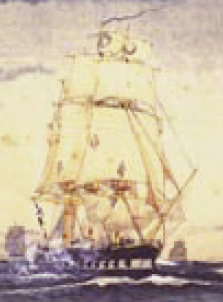
Bergantim brasileiro Bertioga

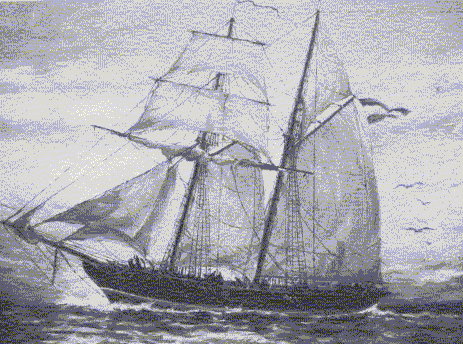
Escuna argentina Sarandí

No dia 7 de fevereiro de 1827, a frota argentina estava ancorada na Ilha Juncal, quando a frota brasileira foi avistada descendo o rio, Brown ordenou o levante das âncoras e o posicionamento dos navios em linha de batalha. No dia 8 de fevereiro, o clima estava quente e úmido com ventos fracos e desorganizados. Sena Pereira ancorou os seus navios e enviou um brulote aos argentinos que o afundaram com sua artilharia, Brown contra-atacou com seis navios de guerra que abriram fogo de longo alcance, a artilharia argentina era superior à brasileira por seu longo alcance e sua precisão de tiro, o ataque durou uma hora, o vento mudou a favor dos argentinos. Sena Pereira tentou manobrar seus navios, mas isso resultou num desastre, a escuna Liberdade do Sul encalhou, enquanto o bergantim Dona Januária desviou seu curso ficando na mira do bergantim General Balcarce, da escuna Sarandí e de três canhoneiras. Às 15h, o vento cessou e os ataques de longa distância se reduziram. Quando os ventos recomeçaram, os navios reiniciaram a luta para manter suas posições. Quando cessou novamente o vento, Sena Pereira tentou rumar para o Norte em busca de melhores posições, mas a escuna 12 de Outubro teve que ser resgatada e o navio-hospital Fortuna foi levado pelo vento até os argentinos que o capturaram, o oficial preso por Sena, estava no Fortuna e por isso foi libertado.
À noite, os capitães embarcaram na escuna Oriental, a nau capitânia da frota, onde Sena Pereira decidiu que os navios lutariam conforme a situação, de maneira que se fosse necessário, eles iriam ancorar ou manobrar.

## Segundo Dia
No dia 9 de fevereiro, as forças brasileiras estavam exaustas, os navios estavam ancorados, mas algumas canhoneiras saíram da formação por causa do vento. Sena Pereira tentou restaurar a ordem com um megafone, mas não adiantou, os argentinos avançaram rapidamente, ele então içou as velas para receber o inimigo.
O navios Dona Januária, o Bertioga e o Oriental avançaram, mas também quebraram a formação, o Percebendo a oportunidade, o General Balcarce aproveitou para atacá-los. O mastro da Dona Januária foi quebrado e o navio ficou seriamente danificado, o capitão Pedro Antonio Carvalho ordenou que os seus canhões se concentrassem na artilharia inimiga e em seguida afundou o navio, partindo com a tripulação. O Bertioga foi atacado pelo Maldonado, o mastro principal do Bertioga foi quebrado e o navio não conseguiu manobrar, depois de meia hora, os tripulantes se renderam. Em seguida, o General Balcarce atacou o Oriental matando 37 marinheiros e ferindo vários outros, incluindo Sena Pereira, pouco tempo depois o General Balcarce abordou o Oriental e o capitão Francisco Seguí aceitou a espada de Sena Pereira como sinal de rendição. Os últimos navios restantes tentaram fugir, mas a perseguição argentina capturou grande parte deles.

## Ilha Martín García

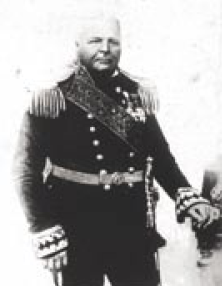
Frederico Mariath

Frederico Mariath que comandava a Segunda Divisão, não quis arriscar na travessia passando pela Ilha Martín García, ele temia que a artilharia argentina afundasse seus navios, mesmo assim houve um pequeno enfrentamento entre os navios brasileiros e as baterias argentinas, quando os ventos aumentaram, o ataque brasileiro foi suspenso. Mariath também considerou as águas rasas demais para a passagem assim como o tempo instável então ele e os outros brasileiros assistiram a destruição da frota brasileira. A Segunda Divisão partiu para Colônia do Sacramento no dia seguinte. Em 12 de fevereiro, oito sobreviventes do Oriental informaram aos seus superiores da derrota. No dia 14, os únicos navios brasileiros sobreviventes chegaram eram o Dona Paula, acompanhando a escuna Vitória de Colônia e uma canhoneira.

## Consequências
Com doze navios capturados, três queimados e dois fugidos, a Batalha de Juncal foi a maior derrota da frota brasileira e o maior triunfo da Armada Argentina. Em Buenos Aires, Brown foi recebido como herói saudado com foquetes e orquestras enquanto Sena Pereira ficou prisioneiro tendo sua bravura sido reconhecida por Brown. Sena Pereira conseguiu fugir. E a vitória argentina se prosseguiu por terra em Ituzaingó (20 de fevereiro de 1827), El Carmen (28 de fevereiro de 1827), porém fracassaram na tentativa de tomar Montevidéu e Colonia, as principais cidades da Banda Oriental. O Brasil conseguiu se vingar na Batalha de Monte Santiago quando a frota brasileira comandada por James Norton destruiu os 2 navios mais importantes da frota argentina (e, em outros combates, os demais melhores navios, com o 25 de Mayo, na batalha de Lara-Quilmes), permitindo que Pinto Guedes permanecesse no cargo até o fim da guerra quando foi julgado por uma corte marcial sendo absolvido. Em 1828, Brasil e Argentina, sob intervenção diplomática britânica, assinam o Tratado do Rio de Janeiro (1828), onde os dois países renunciaram as suas pretensões na Cisplatina e para isso foi criado o Uruguai que serviu como um Estado tampão.
O historiador militar britânico Brian Vale assim resumiu a questão: 
""[...]a batalha do Juncal fez pouco para empurrar o Império na direção da paz. Agora em Monte Santiago, os dois preciosos brigs de guerra da Argentina foram destruídos e o creme da sua marinha absolutamente derrotados. A superioridade da marinha brasileira foi agora reafirmada de uma maneira que nem a audácia de Brown nem as fragatas adquiridas por Ramsay poderiam seriamente desafiar"".
""Para uma marinha que consistia de 69 navios de guerra e 22 outros de transportes, tripulada por 10600 marinheiros, a perda de [...] seus menores vasos armados fez pouca diferença para alterar o equilíbrio de poder"